# Yucco Miller

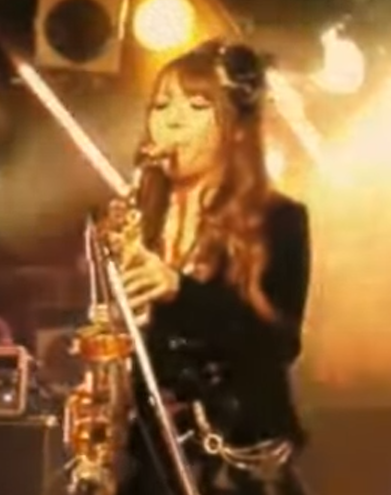
Yucco Miller (2012)

Yukiko Ōnishi (大西由希子 Ōnishi Yukiko, * am 25. Dezember 1990 in Ise, Präfektur Mie), bekannt als Yucco Miller (ユッコ・ミラー), ist eine japanische Jazzmusikerin (Alt- und Sopransaxophon, auch Gesang Komposition) und Webvideoproduzentin.

## Leben und Ausbildung
Ōnishi wurde am 25. Dezember 1990 in der Stadt Ise, Präfektur Mie geboren. Auf Vorschlag ihrer Mutter begann sie im Alter von drei Jahren am Klavierunterricht teilzunehmen. In einem Artikel des Asahi Shimbun hieß es, dass sie den Unterricht gehasst habe, sodass sie diesem oftmals fern blieb. In ihrem ersten Jahr an der Kogakkan Junior- und Senior-Highschool wollte eine Freundin Ōnishis der Schul-Brassband beitreten, sodass auch sie in die Band eintrat und dort begann, Saxophon zu spielen.
Während ihres zweiten Schuljahres an der Oberschule spielte sie nach dem Unterricht an Fußgängerbrücken erste öffentliche Konzerte. Im gleichen Jahr sah sie sich einen Auftritt des Glenn Miller Orchestra an und wartete nach dem Konzert auf die Musiker, um vor diesen Saxophon zu spielen. Die Musiker zeigten sich beeindruckt, sodass ihr ein Platz in der Gruppe angeboten wurde. Dieses lehnte sie ab, da sie noch Schülerin war. Später sollte sie mehrfach mit den Musikern zusammenarbeiten.
Sie lernte außerdem unter Eric Marienthal, Tetsuro Kawashima und Ken Kawada. Im Alter von 19 Jahren feierte sie ihr professionelles Debüt.

## Karriere
Als Webvideoproduzentin betreibt Yucco Miller seit 2018 zwei YouTube-Kanäle, eines für ihre Musikvideos und das andere für Gaming-Videos.
Ihr gleichnamiges Debütalbum erschien im September des Jahres 2016 beim japanischen Musiklabel King Records. Die Produktion wurde in New York City unter der Leitung von Lonnie Plaxico eingespielt. Im März des Jahres 2018 folgte mit Saxonic ihr zweites Album, welches eine musikalische Zusammenarbeit mit Daimaō Kosaka enthält und in Japan auf Medieninteresse stieß. Für das Album erhielt Miller eine Auszeichnung bei den Japan Jazz Awards für das beste Album des Jahres in der Newcomer-Sektion.
Millers drittes Album, Kind of Pink, erschien im September des Jahres 2019. Der mit dem Grammy-ausgezeichnete Jazzmusiker Dave Matthews unterstützte sie bei den musikalischen Arrangements und spielte das Piano auf dem Album ein. Im Oktober 2021 folgte ihr viertes Studioalbum Colorful Drops, wo sie im Lied Fly Me to the Moon zudem als Sängerin zu hören ist.
Auf ihrem YouTube-Kanal veröffentlicht sie unter anderem Coverversionen bekannter Lieder, darunter unter anderem Kick Back des japanischen Sängers Kenshi Yonezu, Kawaikute Gomen des Musikprojektes HoneyWorks oder Yoasobis Hitsingle Idol. Diese wurden für ihr fünftes Album Ambivalent, welches am 1. November 2023 erscheint, neu eingespielt.
Miller spielte bereits auf Jazzfestivals in Südkorea und Malaysia und hat zudem bereits mehrere Fernsehauftritte absolviert.

## Diskografie
- 2016: Yucco Miller (Album, King Records)
- 2018: Saxonic (Album, King Records)
- 2019: Kind of Pink (Album, King Records)
- 2021: Colorful Drop (Album, King Records)
- 2022: City Cruisin’ (Album, King Records)
- 2023: Ambivalent (Album, King Records)